# فيلا شواب

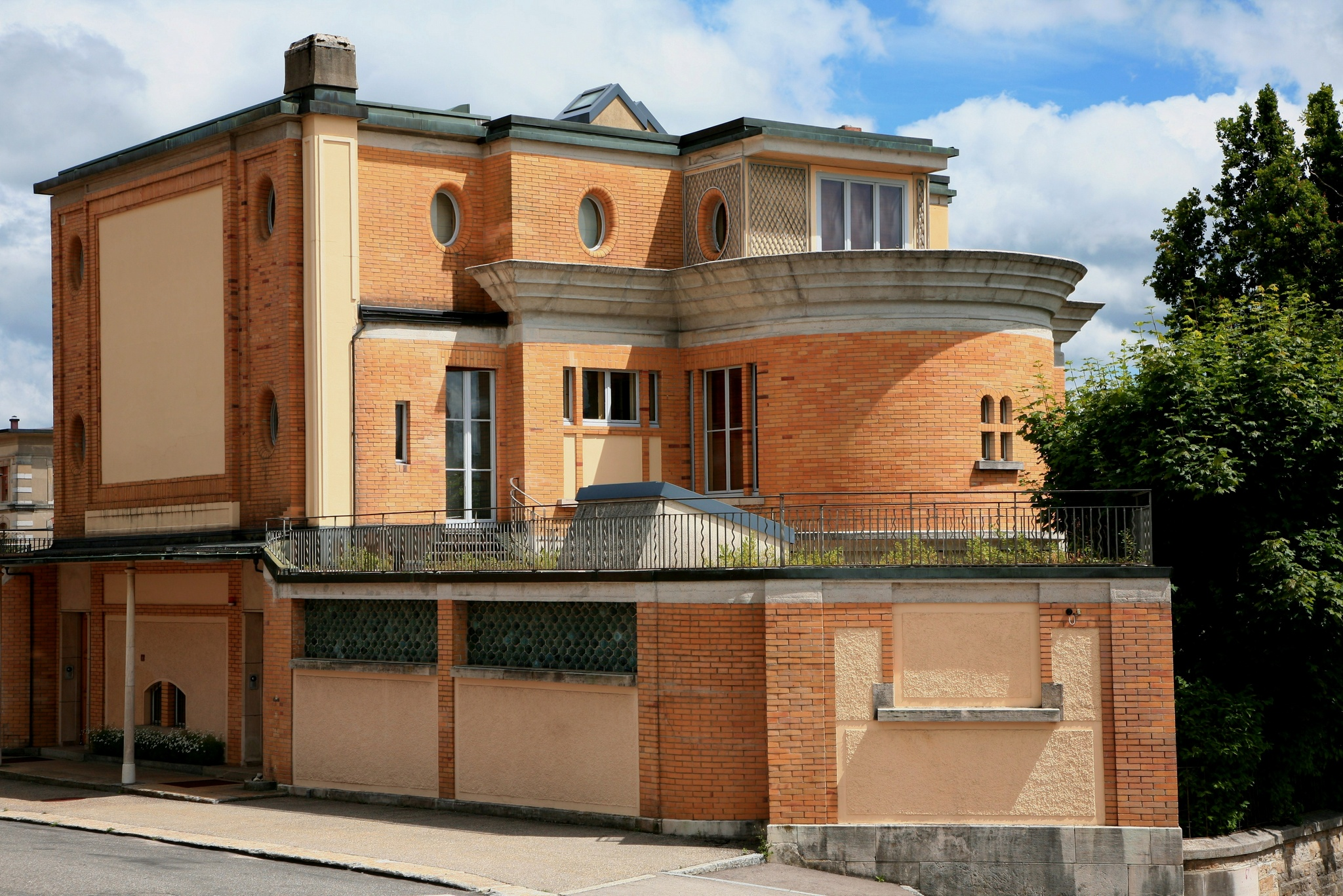
فيلا شواب في لا شو دو فون، سويسرا

فيلا شواب (بالفرنسية: Villa Schwob أو Villa Turque) هو بيت يقع في لا شو دو فون، سويسرا. صممه المعمار لوكوربوزييه عام 1916. كانت فيلا شواب أول تجربة لليكوربوزيه في استخدام نظام إنشائي هيكلي يعتمد على الخرسانة المسلحة.

## التصميم
اُستخدم مبدأ تنظيم خطوط التصميم في هذا المبنى لأول مرة في العالم، وكانت هذه الفيلا من أوائل الفيلات في أوروبا التي يعتمد نظامها الإنشائي على الخرسانة والأسقف المستوية، مما أتاح إمكانية عمل فتحات كبيرة في الزجاج المزدوج في واجهة غرف الإستقبال الرئيسية المطلة على الحديقة الخلفية.